# Аль-Уллум, Мохаммед Бахр
Аятолла Мохаммед Бахр аль-Уллум (араб. محمد بحر العلوم‎ `Mohammad Bahr al-Ulloum) (17 декабря 1927, Эн-Наджаф, подмандатное Королевство Ирак — 7 апреля 2015, Эн-Наджаф, Ирак) — иракский религиозный и государственный деятель, президент правительственного совета Ирака (2003, 2004).

## Биография
Родился в семье религиозного, социальной и политической историка. Получил теологическое образование в Университете Эн-Наджафа, в 1979 г. получил степень доктора философии в шариата в Карском университете.
Являлся религиозным оппонентом светской баасистской власти во главе с Саддамом Хусейном. Имел связи с исламским сообществом Джамаат аль-Улама, был учеником великого аятоллы Мухсин аль-Хакима и активно взаимодействовал с радикально-шиитской партией Дава. Был первым священнослужителем Ирака, подписавшим документ «Демократия и права человека в Ираке" (1988), в котором содержались данные относительно нарушения прав человека режимом Саддама Хусейна.
В 1989 г. вместе с сыном аль-Хакима Мухаммедом он был вынужден бежать из Ирака. Жил в Лондоне. В 1992 г. был избран членом Иракского национального конгресса, из состава которого вышел в 1995 г. Вместе с Барзани и Талабани входил в состав делегации иракской оппозиции, посетившей Вашингтон, чтобы представить позицию Конгресса на ситуацию в Ираке.
После свержения Саддама Хусейна был включен а состав правительственного совета Ирака, несмотря на то, что скептически высказывался относительно вмешательства США в дела страны.
В июле 2003 г. был избран президентом правительственного совета, подал в отставку после убийства Мухаммеда аль-Хаима подал в отставку в знак протеста против неспособности установить закон и порядок. Однако вскоре он вернулся в состав Совета, занимал пост его председателя в марте 2004 г.
Его сын, Мухаммед Бакр аль-Уллум занимал пост министра нефти Ирака (2003—2004 и 2005).